# Xu Anqi
Xu Anqi (en chino: 许安琪; Nankín, 23 de enero de 1992) es una deportista china que compite en esgrima, especialista en la modalidad de espada.
Participó en tres Juegos Olímpicos de Verano, obteniendo en total dos medallas en la prueba por equipos, oro en Londres 2012 (junto con Li Na, Luo Xiaojuan y Sun Yujie) y plata en Río de Janeiro 2016 (con Sun Yiwen, Sun Yujie y Hao Jialu), y el cuarto lugar en Tokio 2020, en la misma prueba.
Ganó cinco medallas en el Campeonato Mundial de Esgrima entre los años 2011 y 2019.

## Palmarés internacional
| Juegos Olímpicos   | Juegos Olímpicos        | Juegos Olímpicos  | Juegos Olímpicos   |
| Año                | Lugar                   | Medalla           | Prueba             |
| ------------------ | ----------------------- | ----------------- | ------------------ |
| 2012               | Londres (Reino Unido)   | Medalla de oro    | Espada por equipos |
| 2016               | Río de Janeiro (Brasil) | Medalla de plata  | Espada por equipos |
| Campeonato Mundial |                         |                   |                    |
| Año                | Lugar                   | Medalla           | Prueba             |
| 2011               | Catania (Italia)        | Medalla de plata  | Espada por equipos |
| 2013               | Budapest (Hungría)      | Medalla de plata  | Espada por equipos |
| 2015               | Moscú (Rusia)           | Medalla de oro    | Espada por equipos |
| 2015               | Moscú (Rusia)           | Medalla de bronce | Espada individual  |
| 2019               | Budapest (Hungría)      | Medalla de oro    | Espada por equipos |